# Conservatieve Revolutie
De Conservatieve Revolutie was een politieke en culturele stroming tijdens de Weimarrepubliek. Deze heterogene stroming richtte zich tegen de Verlichting, het liberalisme en het marxisme. Het leunde op conservatieve denkbeelden. Voorlopers van deze stroming waren Friedrich Nietzsche en de revolutionaire syndicalist Georges Sorel.
De Conservatieve Revolutie gaat terug op een woordspeling van Hugo von Hofmannsthal, maar kreeg zijn betekenis als naam voor een politieke stroming eerst door de filosoof Armin Mohler. Deze verbond de waarden van het conservatisme met een afkeer van het Duitse Keizerrijk, dat had afgedaan door de nederlaag in de Eerste Wereldoorlog. Mohler richtte zich heftig tegen de democratie van de nieuw gestichte Weimarrepubliek.
Onder het banier van Mohlers Conservatieve Revolutie schaarden zich uiteenlopende intellectuelen, die zich profileerden door vele publieke optredens in de pers. Door de vijandige houding jegens de democratische waarden worden vertegenwoordigers van de Conservatieve Revolutie doorgaans beschouwd als wegbereiders van het nationaalsocialisme. Zij hebben in verschillende mate en met wisselend succes nationaal-conservatieve en nationaalsocialistische ideeën met elkaar weten te verbinden. Hoewel de Conservatieve Revolutie niet zomaar gelijkgesteld kan worden met het fascisme of nationaalsocialisme, heeft het aan de acceptatie ervan veel bijgedragen. Toen de nazi's eenmaal aan de macht waren, waren er weliswaar veel conservatief-revolutionairen die hun sympathie betuigden aan de nazi's, maar ook anderen die hen bestreden en vervolgd werden. Edgar Julius Jung, bijvoorbeeld werd door de Gestapo vermoord. Ook bij de samenzwering en de aanslag tegen Hitler op 20 juli 1944 waren figuren die uit de Conservatieve Revolutie stamden, betrokken.
Tot de exponenten van de beweging hoorden onder andere Carl Schmitt, Ernst Jünger, Oswald Spengler, Arthur Moeller van den Bruck, Martin Heidegger, Stefan George, Othmar Spann, Ernst von Salomon en Hans Freyer. Latere intellectuelen zoals Arnold Gehlen voelden zich eveneens verwant aan de Conservatieve Revolutie.
De Conservatieve Revolutie bestond uit verschillende groepen. Er was de volksverbonden (Völkische) groep voor wie volks-, ras-, stam- of taalgemeenschap sleutelwoorden waren. Een tweede groep vormden de jongconservatieven. Bij deze strekking stonden de rijksgedachte, orde en elitarisme centraal. Een derde groep waren de nationaal-revolutionairen; zij hielden strijd, vaderlandsliefde en sociale vooruitstrevendheid hoog in het vaandel. Voorts waren er nog de Bündischen en de Landvolkbewegung.
Ook buiten Duitsland liet de invloed van de Conservatieve Revolutie zich gelden. In Vlaanderen bijvoorbeeld, kan men Joris van Severen, Victor Leemans en Odiel Spruytte tot deze stroming rekenen.
In Nederland tonen o. a. G.J.P.J. Bolland, Carel Gerretson en Erich Wichman enige verwantschap.
Tegenwoordig verwijt men radicaal-rechtse bewegingen en organisaties zoals de Junge Freiheit in Duitsland of de Nouvelle Droite in Frankrijk dat zij op soortgelijke wijze als de conservatief-revolutionairen het rechtsextreem gedachtegoed intellectualiseerden en dit zo ingang deden vinden in brede lagen van de samenleving. Deze stroming wordt nieuwrechts genoemd.